# カウアイ島
カウアイ島（Kauai Island）はハワイ諸島中最北端の島。

## 概要

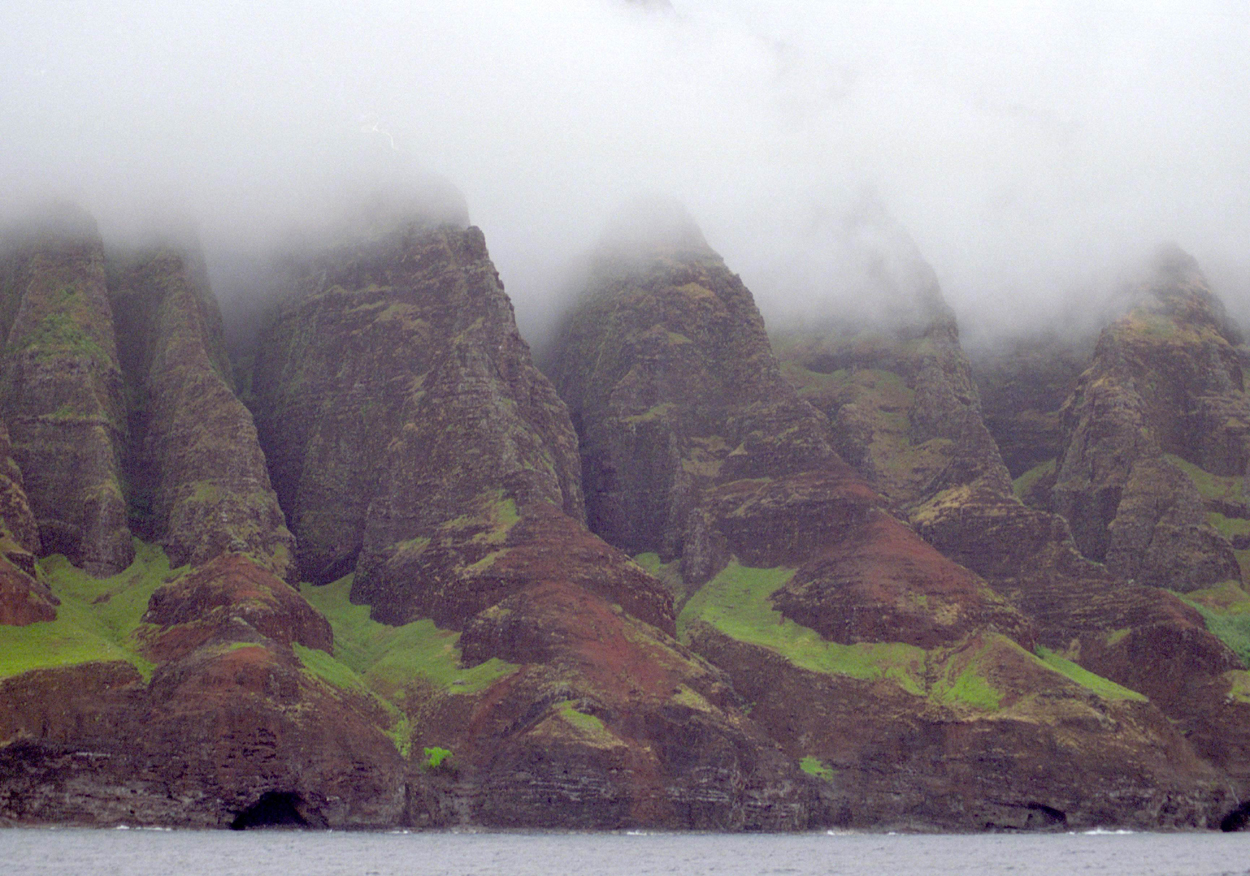
ナ・パリ海岸

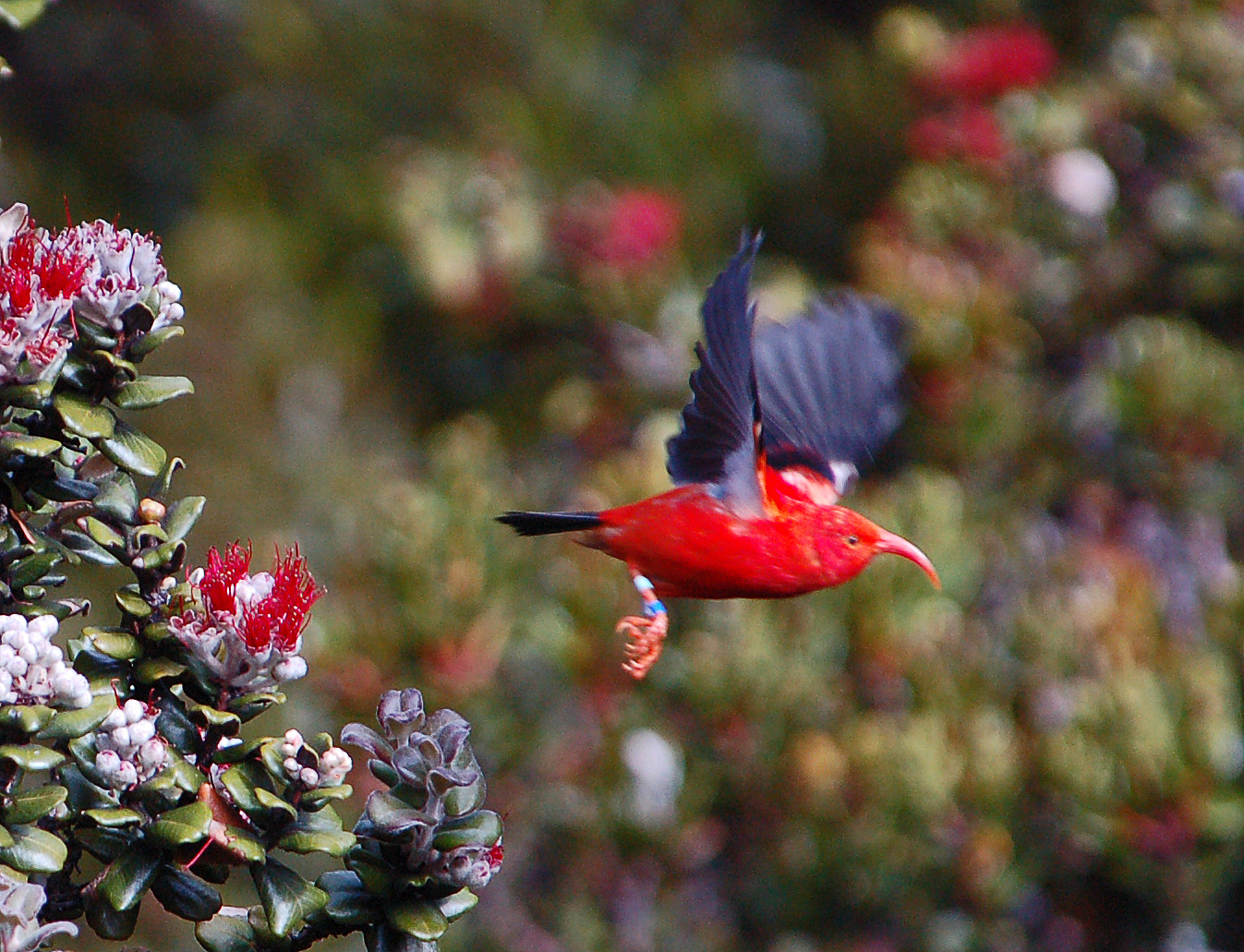
ハワイを代表する鳥、ベニハワイミツスイ（イーウィ）

ハワイ諸島の最北端に位置。ほぼ円形の島で直径約50km。面積は1430.4km2。
火山活動によって形成された島であり、その形成時期はハワイ４島の中ではもっとも古いとされ、約500万から600万年前に海面に姿を現した。一時期はニイハウ島と地続きになっていたと考えられている。最高峰のカワイキニ山に次ぐ高さのワイアレアレ山が中央に聳えていて、その影響により太平洋上からの貿易風が遮られるため、島東部と島西部で極端に気象状況が変化する。西側のケカハでは年間降雨量は300mmに満たないのに対し、リフエの年間降雨量は1755mmである。
また、山頂付近では高度と気温の関係から年間12000mmもの降雨量を記録する。豊富な降水などによる侵食作用が、ワイメア渓谷、ナ・パリ・コーストといった独特の景観を形成した。
山林地帯はきわめて植生豊かで、特にアラカイ湿地帯ではハワイミツスイ類などの貴重な鳥や、この島独自の2500種もの植物が生息している。
島東部にあるニニニ岬には、高さ約26mのニニニ灯台があり、ナウィリウィリ湾を見渡すことができる。
現地島民（アメリカ人）は「カワイ」と発音している。

## 歴史
200年～600年の間にポリネシア人が入植した事が、発掘によって分かっている。
この最初の住民はマルキーズ諸島(現在のフランス領ポリネシア北部)出身で、5世紀後にタヒチから入植の第二波がカヌーで来るまで唯一の住民だった。
多くのハワイ人の伝統や信仰はこの時破壊され、タヒチ人のそれと置き換わった。
1778年、ヨーロッパ人として初めてハワイに到達したイギリスのジェームズ・クック船長が、ワイメア湾に上陸した。
彼はハワイ諸島を、出資者のGeorge Montagu, 6th Earl of Sandwichに因んで「サンドウィッチ諸島」と名付けた。
カウアイ島とニイハウ島を統治するカウムアリイ王は、最初は嵐、2度目は疫病によって、2度に渡ってカメハメハ1世の侵略を退けた。
しかし、1810年には更なる侵略による流血を恐れてカメハメハ1世の部下となった。
1815年、露米会社の船がカウアイ島に座礁した。
1816年、カウムアリイ王はロシア人に島の南西部にエリザベス要塞の建設を許可した。
これはカメハメハ1世に対抗するために、ロシアの協力を期待したためだった。
1817年に建設が始まったが、7月にハワイ先住民とアメリカ人商人の抵抗が強まり、ロシア人は追放された。
カウアイ島は太平洋におけるロシア帝国の拠点になると考えられていた
1824年にカウムアリイ王が亡くなると、両島はハワイ王国に併合された。
1835年、コロアに砂糖工場が建てられた。(コロアの製糖工場跡)
1857年、ノルウェーの植民地開拓者のヴァルデマール・クヌードセンが上陸した。
クヌードセンは最初は、カウアイ島南部のコロアで農業をしていたが、後により暖かいマナやケカハでサトウキビを栽培して成功した。
クヌードセンはニイハウ島との海峡に近いワイアワに住んだ。
息子のエリック・アルフレッド・クヌードセンもそこで産まれた。
クヌードセンはカメハメハ4世から400 km2の領土を治めるよう任じられ、王に次ぐ位のコノヒキになった。
クヌードセンはハワイ語を流暢に話せた事も有り、ハワイの有力な政治家となった。
ハーウプとカヒリを結ぶ峠は「クヌードセン・ギャップ」と呼ばれ、主要な交差点はクヌードセン家のサトウキビ畑の中に有った。
1906年～1934年にJohn Mahiʻai Kāneakuaはクラーク郡議会で、1893年にアメリカ合衆国に併合されて以降王位を失っていたリリウオカラニ女王の復権を目指した

## 経済
ハワイ王国下では白檀、19世紀はサトウキビの生産と製糖が主要産業であり、カウアイ島でもコロアの地に大規模な製糖工場が建設されたが、20世紀に入り次第にコーヒー産業への農地転換が行われ、作付け面積、収穫高の両面においてハワイ州最大を誇る。また、タロイモも盛んに作られている。かつて、オアフ島、マウイ島に次ぐ観光客数を記録していたが、1992年のハリケーン・イニキの影響により、ハワイ島にその数を抜かれている。

### 電力供給
テスラ社は2017年3月8日水曜日、ソーラーパネルと大規模な蓄電装置を使いハワイのカウアイ島に電力を供給すると発表した。
13メガワットの発電能力を有する5万4978枚のソーラーパネルで構成され、年間約160万ガロン（約6000キロリットル）もの化石燃料の節約が見込めると試算している。